# 문용직
문용직(文容直, 1958년 9월 18일 ~ )은 대한민국의 前 바둑 기사이며, 국내 프로기사 중 첫번째 박사 기사이다. (이후에 정수현 명지대학교 명예교수가 박사 학위를 받았고 온소진 9단도 박사 학위를 받아서 유일하다는 것은 맞지 않다) 

## 학력
- 김천고등학교 → 충암고등학교 (전학)
- 서강대학교 영어영문학과
- 서강대학교 정치외교학과 석사
- 서울대학교 정치학과 박사과정 수료

## 약력
1983년에 입단하였고, 1988년 제3회 신왕전에서 우승(대 박종렬 2 대 0)했고, 같은 해 제5기 박카스배에서 준우승(대 조훈현 9단 0 대 3)했다. 1987년 4단을 거쳐, 바둑TV의 콜맨배 대학동문전 해설위원을 역임하고, 2006년 한국바둑리그 대구 영남일보 팀 감독을 맡았고, 2008년 프로기사직을 은퇴하였다.

## 경력
- 1994년 서울대학교 대학원에서 정치학 박사학위 획득.
- 경희대, 서강대, 서울대, 이화여대, 충남대 등에서 한국정치론, 정당론, 정치통계학 등을 강의하였고 <국회의원 선거에서의 현직 국회의원 효과> 등 10여편의 논문을 발표했다.

## 저서
- '바둑의 발견'
- '수법의 발견'

## 프로 본선 경력
- 1983년 : 입단.
- 1984년 : 박카스배 본선
- 1984년 : 박카스배 본선(2년연속 진출)
- 1987년 : 4단 승단.
- 1988년 : 제3기 신왕전 우승. 제5기 박카스배 준우승, 제6기 대왕전 본선
- 1991년 : 제10기 KBS바둑왕전 본선
- 1992년 : 제36기 국수전 본선
- 1993년 : 제16기 국기전, 제1기 한국이동통신배 본선
- 2003년 : 5단 승단.
- 2008년 : 프로기사직 사퇴